# Schloss Wolmirstedt

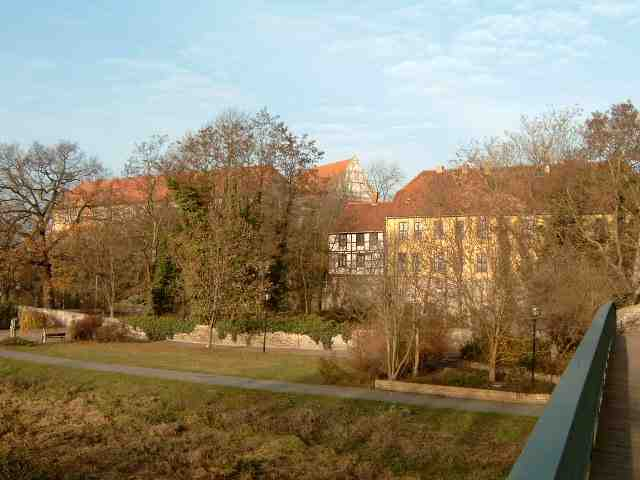
Schloss Wolmirstedt, Südseite

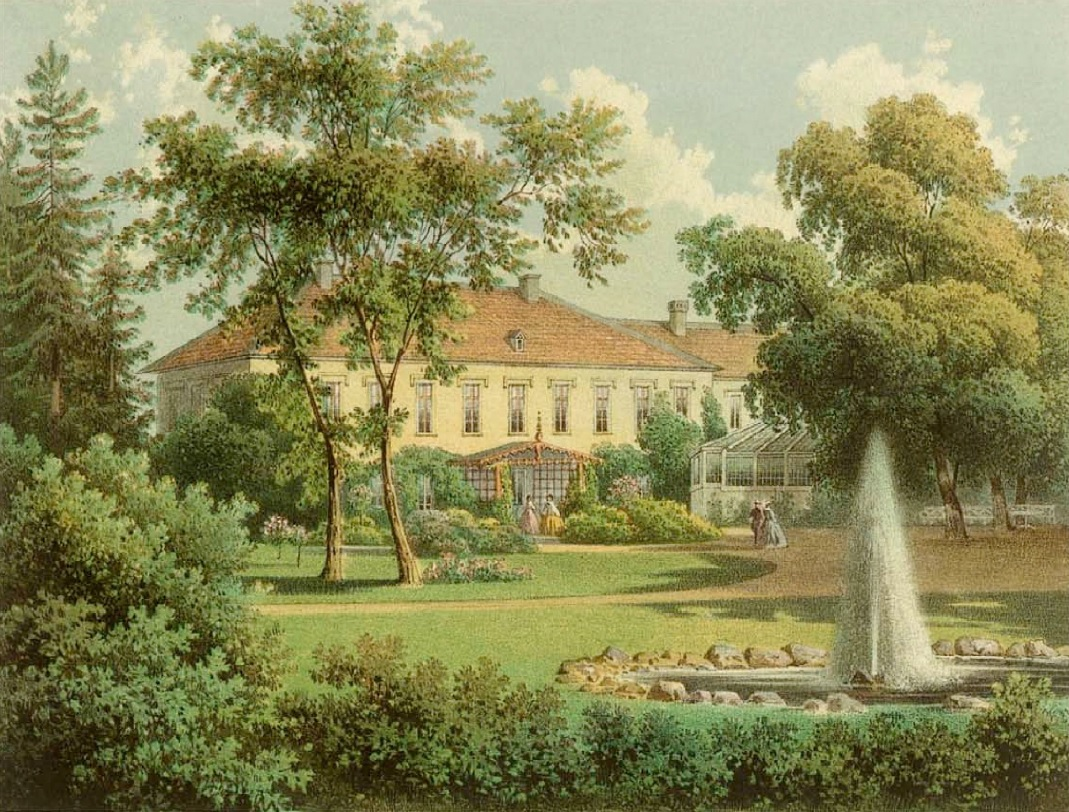
Rittergut Wolmirstedt. Sammlung Alexander Duncker um 1865/66

Das Schloss Wolmirstedt (auch Schlossdomäne Wolmirstedt oder Burg Wolmirstedt) ist eine aus dem Mittelalter stammende Burganlage über der Stadt Wolmirstedt in Sachsen-Anhalt.

## Geschichte
Eine erste urkundliche Erwähnung der Burg datiert aus dem Jahr 1009. Die Burg dürfte zu diesem Zeitpunkt eine Reichsburg gewesen sein und war an die Walbecker Grafen verlehnt. Im 12. Jahrhundert gehörte die Anlage den Markgrafen von Brandenburg. Seit 1159 lassen sich Ministeriale nachweisen. Die am damaligen Zusammenfluss von Elbe und Ohre gelegene Burg diente als Sicherung des Zugangs zur nördlich gelegenen Altmark. Dies insbesondere im Zuge der häufigen kriegerischen Auseinandersetzungen mit dem südlich gelegenen Erzbistum Magdeburg. Durch einen veränderten Flusslauf der Elbe liegt die Anlage heute nicht mehr in unmittelbarer Elbnähe.
Unter Markgraf Albrecht II. wurde die Anlage 1208 vergrößert und nun aus Stein ausgeführt. Im Jahr 1316 musste Markgraf Waldemar wegen finanzieller Probleme die Burg an das Erzbistum veräußern. Die Burg diente ab 1342 als Residenz der Magdeburger Erzbischöfe. Im Jahr 1480 erfolgte unter Ernst II. von Wettin der Umbau der Burg zum Schloss. Von 1575 bis 1585 ließ der Administrator Joachim Friedrich von Brandenburg die Anlage umfassend erneuern und erweitern.
Während des Dreißigjährigen Kriegs wurde auch die Schlossanlage beschädigt. Das Schloss stand dann zeitweise leer. Ab 1648 diente die Vorburg als Wirtschaftshof der Domäne. 1671 erfolgte der Abriss des sogenannten alten Hauses. Das Gebäude befand sich im nördlichen Bereich der Oberburg und dürfte aus dem 13. Jahrhundert und der Zeit Albrechts des Bären gestammt haben. In den Jahren 1702/1703 wurde dann auch der Bergfried abgerissen. Dieser quadratische ebenfalls aus dem Mittelalter stammende Turm hatte sich in der Mitte der Oberburg befunden. Die ehemalige Existenz des Bergfriedes wurde trotz umfangreicher Tiefbauarbeiten bisher archäologisch nicht nachgewiesen.
Ab 1795 befand sich im in der Oberburg befindlichen Palas ein Gericht. Die Nutzung des Palas als Justizgebäude hielt an. Bis zum Ende des 20. Jahrhunderts hatte dort das Amtsgericht Wolmirstedt seinen Sitz. Noch heute nutzt die Justiz das Gebäude als Außenstelle des Amtsgerichtes Haldensleben.
Ende des 18. Jahrhunderts fanden weitere Umbauten statt. Stiftsdomäne und Junkerhof wurden vereinigt. Es entstand ein großer landwirtschaftlich tätiger Betrieb Loß und Co. Ende des 19. Jahrhunderts verlor die Anlage ihre Funktion als zentraler Wirtschaftshof. Dieser zentrale Wirtschaftshof ist nicht identisch mit der sogenannten „Schlossdomäne“, dem Wirtschaftshof unterhalb der Schlossanlage.

## Anlagen

### Oberburg
Die im westlichen Teil der Anlage erhöht gelegene Oberburg war im Mittelalter auf einem Grundriss in Form eines unregelmäßigen Vierecks angelegt worden. Die nordöstliche Ecke wurde wohl 1842 für den Bau einer in der Unterburg neu entstandenen Scheune abgetragen. An der Nord- und Westseite und in ihrem Zentrum ist die Oberburg heute unbebaut. Ursprünglich hier bestehende Gebäude (so das alte Haus und der Bergfried) wurden im Laufe der Geschichte abgerissen.

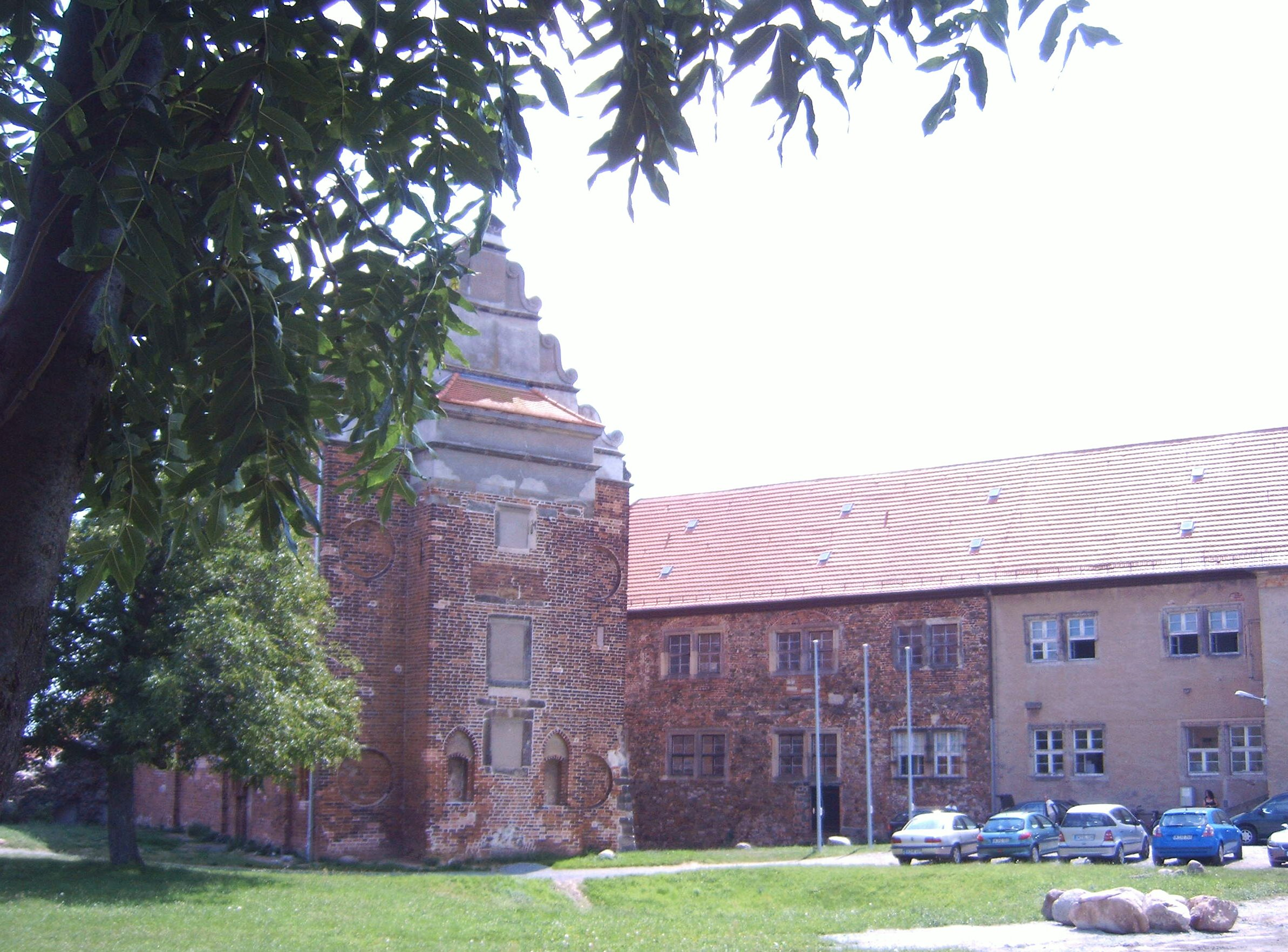
Nördliche Seite des Palas (östlicher Teil), links die Schlosskapelle

#### Palas
Erhalten geblieben ist jedoch der an der Südseite der Oberburg befindliche aus Bruchsteinen errichtete Palas. Der westliche Gebäudeteil ist verputzt. Das Dach ist als Halbwalmdach gestaltet.
Der Hauptzugang zum Gebäude und zum Gericht erfolgt durch ein am westlichen Gebäudeteil auf der Hofseite befindlichen Vorbau. Durch ein Schulterbogenportal gelangt man zu einer Wendeltreppe aus der Zeit der Renaissance.
Unter dem Palas befinden sich große Kellerräume. Im westlichen Gebäudeteil befinden sich zwei Kellergeschosse, jeweils als Gewölbe ausgeführt. Der obere Keller verfügt über Fensterschlitze zum Burghof und ist als zweischiffige Halle mit Kreuzrippengewölbe gestaltet. Vermutlich ist er zeitgleich mit der Schlosskapelle um 1480 in der Spätgotik entstanden. Das untere flachtonnige Kellergeschoss ist fensterlos. Die Bauzeit ist unbekannt.
Unter dem östlichen Gebäudeteil befindet sich nur ein, wohl während des Umbaus in der Renaissance entstandenes, Kellergeschoss, es wird als „Eingangshalle“ bezeichnet.
Das heutige Gebäude entstand etwa ab 1480. Es wurde im Rahmen der Burgerweiterung über dem alten Burggraben errichtet, so dass sich die Gewölbekeller im alten Burggraben befinden. Nach dendrochronologischen Messungen wurde das Gebäude in den Jahren 1566 und 1575 im Stil der Renaissance umgebaut.
Nach dem Dreißigjährigen Krieg erfolgte ein Umbau im Stil des Barock. In den Jahren 1702/03 wurde der noch bestehende Renaissancegiebel abgerissen. 1780 folgte die Entfernung des obersten Geschosses. Auch ein an der Burginnenseite des Obergeschosses ehemals befindlicher Laufgang ist heute nicht mehr vorhanden.

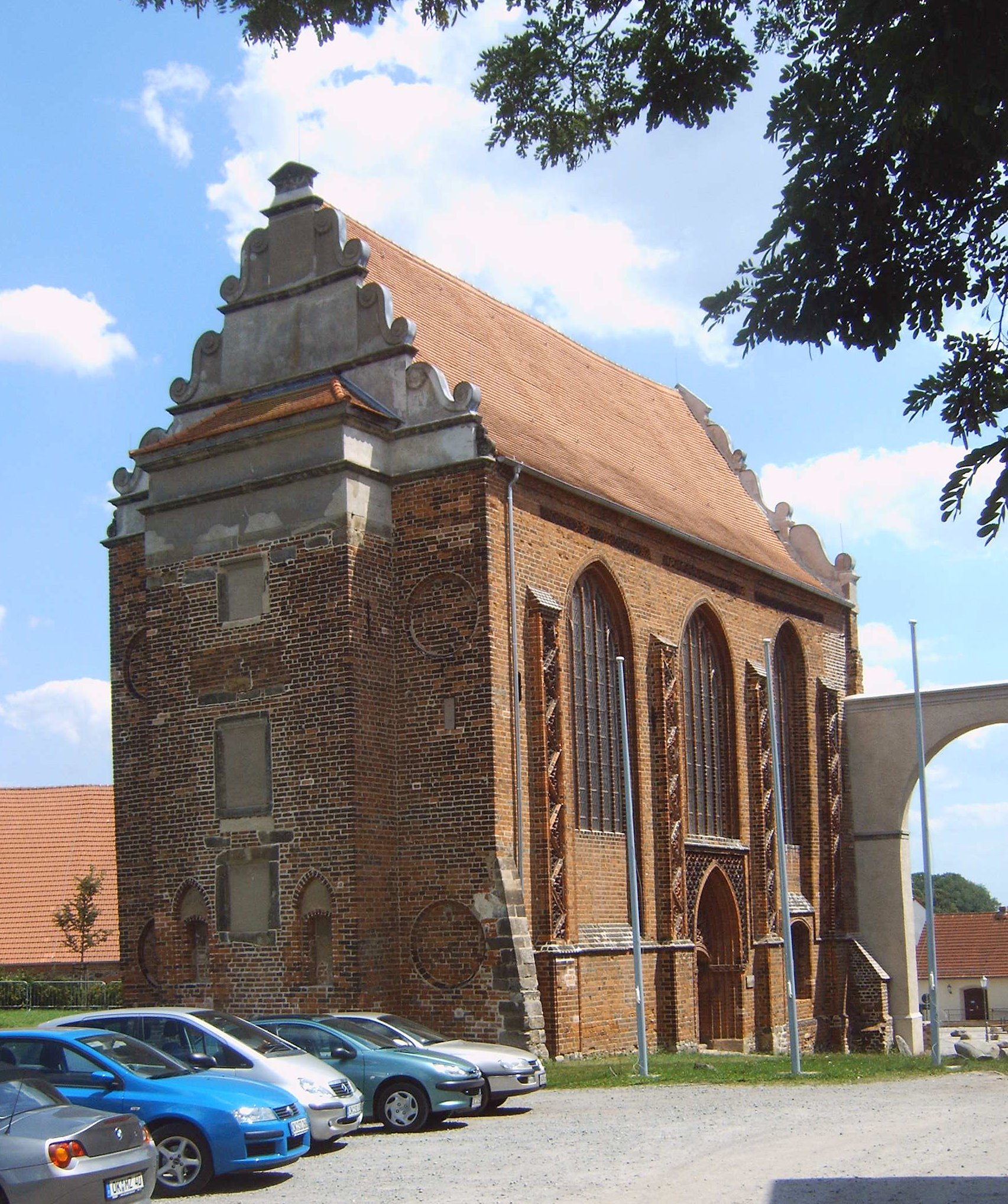
Schlosskapelle mit Torbogen zur Unterburg

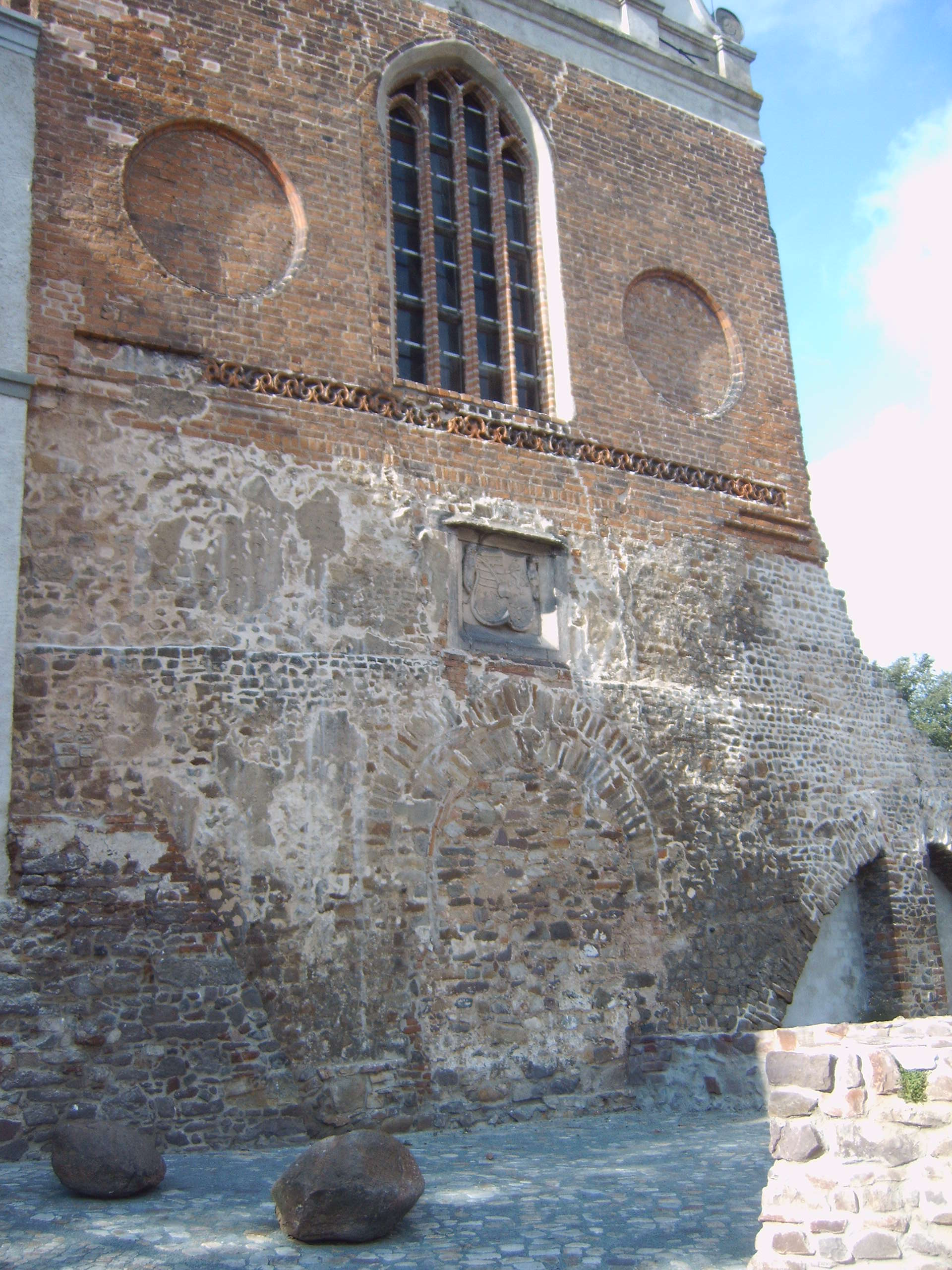
Ostwand der Schlosskapelle

#### Schlosskapelle
Eine Burgkapelle ist urkundlich erstmals im Jahr 1381 genannt.
Die heutige Schlosskapelle entstand 1480. Die Kapelle ist aus Backstein gemauert. Der Saal ist einschiffig und umfasst drei Joche. An der Westseite befindet sich ein rechteckiger Vorsprung. An dessen Südseite befindet sich eine Inschrift. In der Ostwand ist ein vermauertes romanisches Portal zu erkennen, über welchem ein nachträglich eingefügtes Stifterwappen befindet. Bei dem mit der Jahreszahl 1480 versehenen Wappen handelt es sich um das Wappen des Erzbischofs Ernst.
Während des Ausbaus der Burg im Zeitraum 1575 bis 1583 sowie um 1630 entstanden die Schweifgiebel an der Ost- und Westseite. Nach 1765 erfolgte der Abbruch beschädigter Kreuzrippengewölbe.

### Unterburg

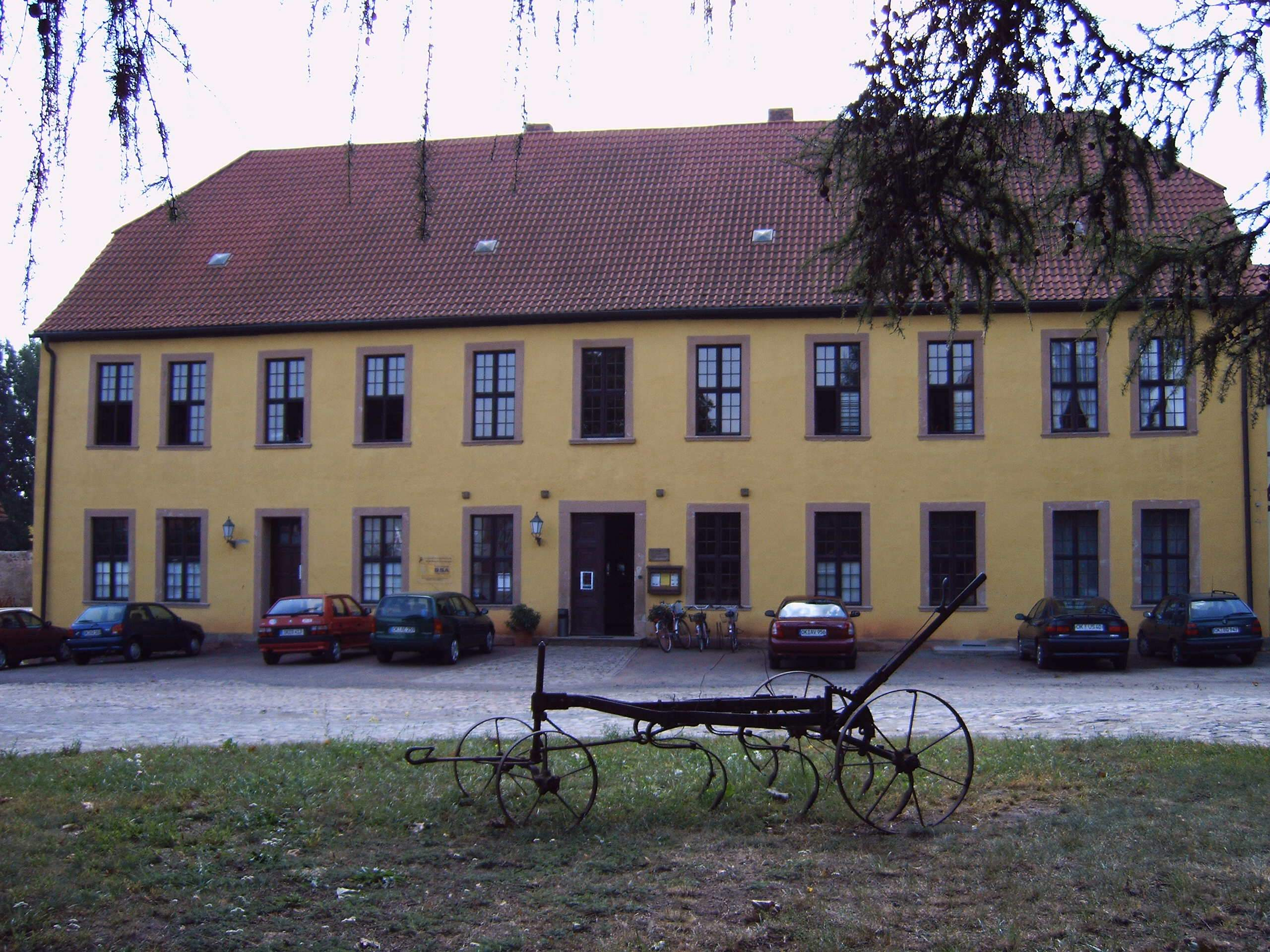
Pächterhaus in der Unterburg

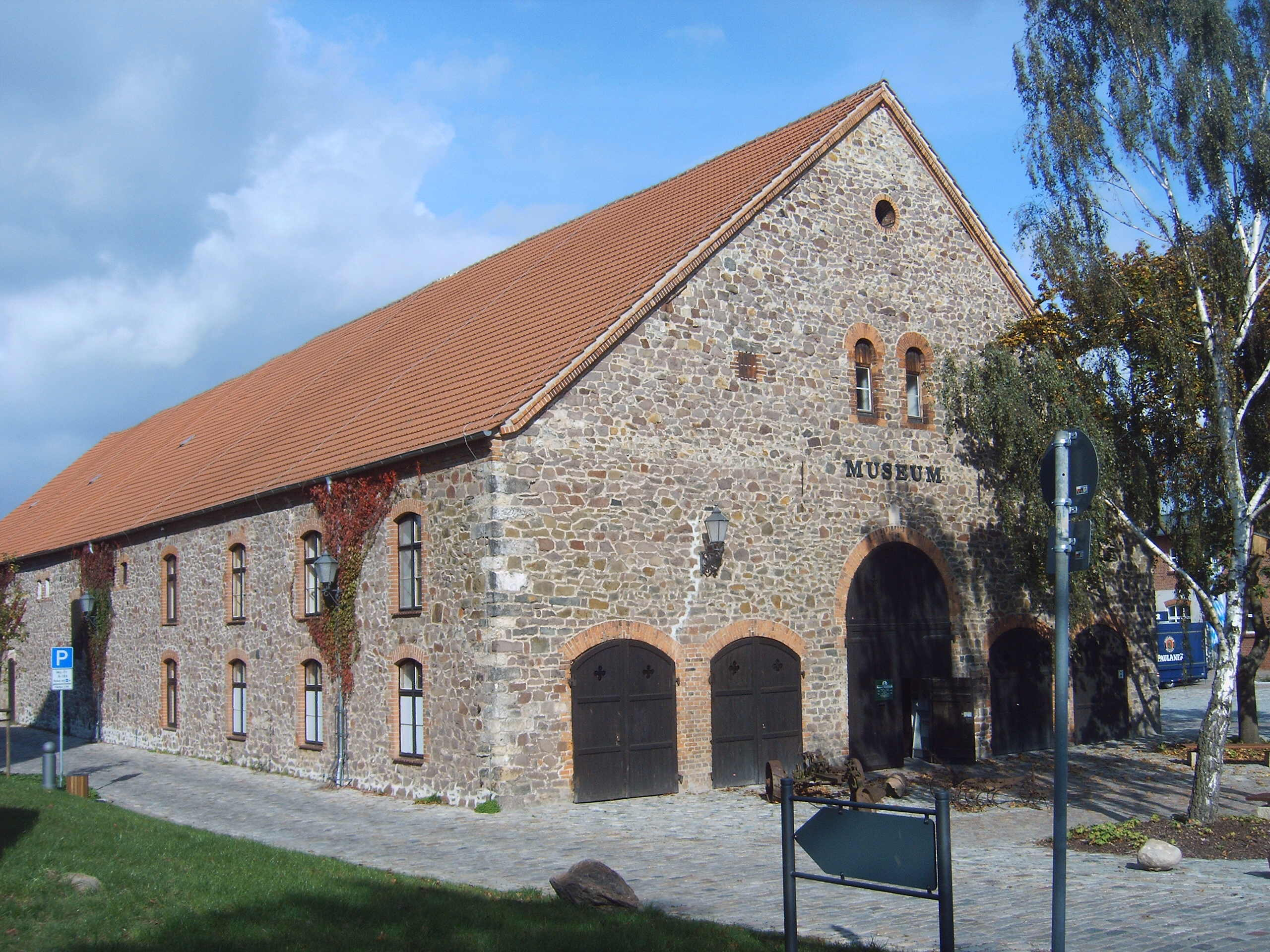
Heute als Museum genutzte Scheune

#### Pächterhaus
In das ehemalige Pächterhaus ist kulturelles Leben eingezogen. Das im Stil des Barock in den Jahren 1773 und 1774 errichtete Gebäude ist zweigeschossig mit elf Achsen und Halbwalmdach angelegt.
Der Keller ist südlich traufbündig als Tonnengewölbe unter dem gesamten Gebäude ausgeführt. Er wird sporadisch für Veranstaltungen genutzt.

#### Kuhstall
In der östlich von der Oberburg gelegenen Unterburg wird das privatwirtschaftlich als „Katharinensaal“ genutzte Veranstaltungszentrum im ehemaligen Kuhstall der Schlossdomäne betrieben.

#### Pferdestall
In der östlich von der Oberburg gelegenen Unterburg bietet die Stadtbibliothek im ehemaligen Pferdestall der Schlossdomäne Literatur zur Ausleihe an.

#### Scheune
Erhalten ist ebenfalls die ehemalige Scheune. Sie wurde 1846 aus Bruchsteinen errichtet. Hierin befindet sich heute das Heimatmuseum.